# Protógenes Vieira
Protógenes Vieira (Palmas, 4 de outubro de 1891 — Mafra, 13 de março de 1974) foi um farmacêutico e político brasileiro.
Filho de Antônio Alexandre Vieira e de Deolinda dos Santos Vieira. Casou com Flávia da Cunha Vieira, com quem teve filhos.
Foi deputado à Assembleia Legislativa de Santa Catarina na 1ª legislatura (1947 — 1951) e na 2ª legislatura (1951 — 1955).
Foi presidente da Assembleia Legislativa de Santa Catarina, de 10 de abril de 1952 a 10 de abril de 1953, ocasião em que assumiu o governo do estado, de 24 de abril a 10 de maio de 1952, em substituição a Irineu Bornhausen.